# Aprendizaje mediante la enseñanza
El aprendizaje mediante la enseñanza (en alemán: Lernen durch Lehren) designa al método del profesor alemán Jean-Pol Martin usado en formación profesional que permite a los alumnos y estudiantes  preparar y enseñar lecciones, o partes de las lecciones. Aprender a través de la enseñanza no debe confundirse con las presentaciones o conferencias a cargo de los estudiantes, ya que los estudiantes no solo transmiten un cierto contenido, sino también eligen sus propios métodos y enfoques didácticos en la enseñanza de los compañeros de clase de ese tema. Tampoco debe confundirse con la tutoría, ya que el maestro tiene el control intensivo de, y da apoyo a, los procesos de aprendizaje en el aprendizaje mediante la enseñanza frente a otros métodos.

## Historia
Séneca dijo en sus cartas a Lucilio que estamos aprendiendo si enseñamos (Epistulae morales I, 7, 8): docendo discimus (lat .: "por la enseñanza que están aprendiendo"). En todo momento en la historia de la escolarización ha habido fases en las que se movilizó a los estudiantes a enseñar a sus compañeros. Con frecuencia, esto era reducir el número de profesores necesarios, por lo que un maestro podría instruir a 200 estudiantes. Sin embargo, desde finales del siglo XIX, una serie de razones didáctico-pedagógicas para la enseñanza de los estudiantes se han presentado.

### Alumnado como profesores para profesores de sobra
En 1795 el escocés Andrew Bell escribió un libro sobre el método de enseñanza mutua que observó y se utiliza en Madras. El londinense Joseph Lancaster recogió esta idea y lo implementó en sus escuelas. Este método fue introducido en Francia 1815 en las "écoles mutuas", debido al creciente número de estudiantes que tenían que ser entrenados y la falta de maestros. Después de la revolución francesa de 1830, 2000 "écoles mutuelles" se registraron en Francia. Debido a un cambio político en la administración francesa, el número de écoles mutuelles se redujo rápidamente y fueron marginados estas escuelas. Es importante destacar que el nivel de aprendizaje en las escuelas-Lancaster-Bell fue muy baja. En retrospectiva, el nivel bajo, probablemente se puede atribuir al hecho de que el proceso de enseñanza fue delegado por completo a los tutores y los profesores que no supervisaron y apoyaron el proceso de enseñanza.

### Alumnado como profesores para mejorar el aprendizaje-proceso

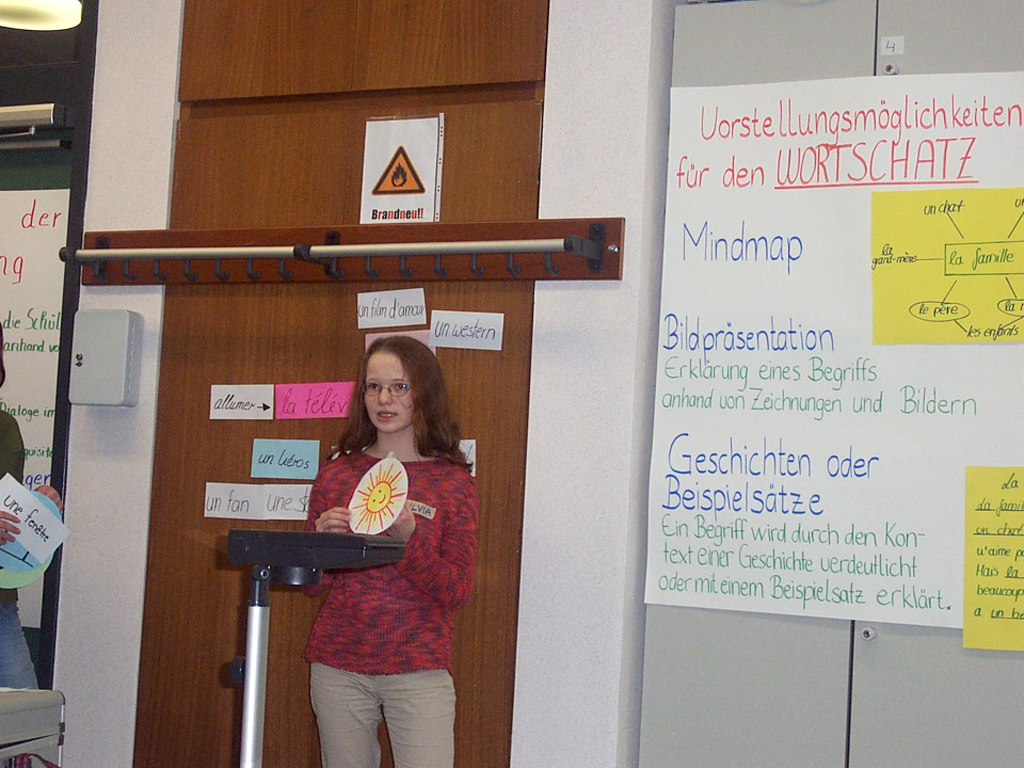
Una alumna dando una clase.

Los primeros intentos de utilizar el aprendizaje mediante el método de enseñanza con el fin de mejorar el aprendizaje se iniciaron a finales del siglo XIX.

#### Búsquedas y descripciones selectivas
La investigación sistemática, aunque inicialmente solo descriptiva, comenzó a mediados del siglo XX. Por ejemplo Gartner en 1971 en los EE. UU., en Alemania Krüger (1975), Wolfgang Steining (1985), Udo Kettwig (1986), Theodor F. Klassen (1988), Ursula Drews (1997) y A . Renkl en 1997.

##### El aprendizaje a través de la enseñanza como método comprensible
El método recibió un reconocimiento más amplio a partir de principios de los años 1980, cuando Jean-Pol Martin desarrolló el concepto de forma sistemática para la enseñanza del francés como lengua extranjera y se le dio una base teórica en numerosas publicaciones. En 1987 fundó una red de más de un millar de profesores que emplean el aprendizaje mediante la enseñanza (nombre abreviado: LdL = "Lernen durch Lehren") en muchos temas diferentes, documentó sus éxitos y enfoques y presentó sus resultados en diversas sesiones de formación del profesorado. A partir de 2001 el LDL ha ganado cada vez más partidarios como consecuencia de los movimientos de reforma educativa que comenzaron en toda Alemania.